# Australische Literatur
Die australische Literatur begann kurz nach der Besiedelung des Kontinents durch die Europäer seit 1788. Australien war zunächst eine Ansammlung britischer Kolonien, die von der Küste her besiedelt wurden, wobei die Aborigines, die über keine Schriftkultur verfügten, zurückgedrängt und oft verfolgt wurden. Die populären literarischen Werke der Frühzeit gehörten meistens zur ripping yarn-Variante, in der Geschichten vom Wagemut gegen die neue Grenze des australischen Outbacks und vom Leben im Busch erzählt wurden. Im 20. Jahrhundert kamen neue Themen hinzu: der Kontakt der Weißen mit den Aborigines, deren Identität (Aboriginality), Demokratie, schließlich die mit der Urbanisierung wachsenden sozialen Probleme, die Migration und Fragen nationaler Identität. Den Nobelpreis für Literatur erhielt im Jahr 1973 der in London geborene Patrick White für seine psychologischen Romane, Erzählungen und Dramen.

## Frühe Romane und Erzählungen
Autoren wie Rolf Boldrewood, Marcus Clarke und Joseph Furphy verkörperten die Ideale des ripping yarn (etwa: thrilling story) in ihren Geschichten. Diese Schriftsteller liefern Einblicke in die Siedler des Outbacks, die Strafkolonien, die das Land formten, und den Prozess der Besiedlung durch Europäer. Clarke interessiert sich dabei vor allem für das düster-Sensationelle des australischen Sträflingssystems und die Gestalten, die dort eingeliefert werden, ihre blutigen Taten, aber auch die heilenden Kräfte der Liebe und des Christentums. Sein Roman For the Term of His Natural Life, erschienen in Fortsetzungsform 1870/72, ist wohl das stärkste Werk der australischen Literatur des 19. Jahrhunderts. Der Transport der Gefangenen, die Emigration in dieses einst so ferne Land sowie die Verfolgung und Vorurteile, unter der die Aborigines leiden mussten, tragen zu einem Gefühl von Verfremdung und Exil bei, das sich zumindest durch die frühe Literatur Australiens zieht. Furphy (Such is life, 1903) versucht dabei, die Umgangssprache der Australier und auch der chinesischen Zuwanderer im Westen Australiens genau festzuhalten.

## Frühe Poesie

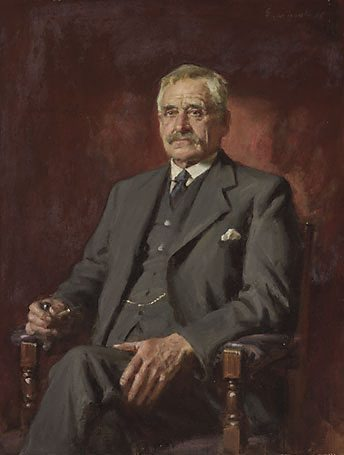
Andrew Barton „Banjo“ Paterson, Gemälde von John Longstaff, 1935

Die Poesie spielte eine wichtige Rolle in der Begründung der australischen Literaturen. Zwei Dichter, die um den Titel des größten australischen Poeten konkurrieren, sind Christopher Brennan und Adam Lindsay Gordon. Gordon wurde nicht in Australien, sondern auf den Azoren, als Sohn schottischer Eltern, geboren. Trotzdem wird er oft als „australischer Nationaldichter“ bezeichnet und er ist der einzige Australier mit einem eigenen Monument in der Poets’ Corner der Londoner Kathedrale Westminster Abbey.
Sowohl Gordons als auch insbesondere Brennans Werk umfasst klassisch-romantische Lyrik, die stark von der Bildungstradition Europas geprägt war. Daneben existierte eine konkurrierende, lebhafte Tradition der Volksmusik und Balladen. Henry Lawson und Banjo Paterson, der von einer Schaffarm stammte, waren die bedeutendsten Vertreter solcher populären Balladen. Banjo zeichnete für das wahrscheinlich berühmteste australische Lied Waltzing Matilda, die informelle australische Nationalhymne, verantwortlich. Der schottische Einwanderer William Henry Ogilvie (1869–1963) verfasste Poesie des Outbacks in balladenhaftem Stil, die erst in den 1950er Jahren veröffentlicht wurde. 1904 verfasste Dorothea Mackellar als heimwehkranke Teenagerin in London das sentimentale Gedicht My Country, das die Folgen einer langen Dürre in ihrer Heimat New South Wales beschreibt und sehr populär wurde.

## 1901 bis 1945
1901 erlangte die Australische Föderation den Status eines Dominions und entwickelte sich rasch. Um die Jahrhundertwende zählte die europäischstämmige Bevölkerung bereits etwa 4 Millionen Einwanderer. Im Gegensatz zu den frühen Autoren waren nunmehr die meisten Einwohner Australiens Stadtbewohner. Sogar Banjo Paterson, der über den typischen „Swagman“ (Wanderarbeiter, Landstreicher) schrieb, lebte als Anwalt in der Stadt. Dennoch trugen die romantischen Blicke der Autoren auf das Outback und dessen robuste Bewohner deutlich dazu bei, die Seele der australischen Nation zu formen, ähnlich wie der „Wilde Westen“ Amerikas Selbstverständnis prägte. Henry Handel Richardson (Pseudonym der Ethel Florence Lindsay Richardson) war nicht nur eine der ersten australischen Schriftstellerinnen, sondern auch die erste, die etwas über das städtische Leben der Mittelschicht schrieb. In den 1920er Jahren traten zwei der wichtigsten Befürworter australischer Literatur, Vance und Nettie Palmer hervor. Die Eheleute vermarkteten nicht nur ihre eigenen Werke (Vance verfasste Romane und Nettie Prosa), sondern schrieben auch eine Literaturgeschichte der früheren Autoren. Vom angloamerikanischen Modernismus beeinflusst sind die Gedichte von Kenneth Slessor (1901–1971).

## 1945–1973
Eleanor Dark schrieb eine historische Romantrilogie (erster Band: The timeless land 1941) über die ersten etwa 25 Jahre der Kolonie. Das Werk zeichnet sich trotz einiger Sentimentalitäten durch große Authentizität aus und hebt mit dem ersten Gouverneur und dem Aborigine Bennilong zwei historische Figuren heraus, die für den Zusammenprall der beiden Kulturen stehen.
Als Lyriker wurde Francis Webb bekannt, der trotz seiner frühen Erkrankung an Schizophrenie seit 1948 mehrere Gedichtbände verfasste. In den 1950er Jahren begann Alec Derwent Hope seine Karriere als Dichter, Essayist und Satiriker. Romantische und feministische Gedichte verfasste Judith Wright (1915–2000). Die heute bekannteste australische Lyrikerin ist wohl Gwen Harwood (1920–1995).

## 1973–2000
Australische Literatur wurde sozusagen erwachsen und erhielt mehr internationale Resonanz, als Patrick White 1973 als erster und bislang einziger Australier den Nobelpreis für Literatur erhielt, obwohl er in Übersee geboren wurde und lange dort lebte. Seine Arbeiten sind durch die Erzähltechnik des Bewusstseinsstroms geprägt. Seit den 1970er bzw. 1980er Jahren produktive und wichtige Autoren von Romanen und Kurzgeschichten sind David Malouf, der 1991 mit dem Commonwealth Writers’ Prize geehrt wurde, Peter Carey, der zweifache Gewinner des Booker Prize, Tim Winton sowie Gerald Murnane (* 1939). Letzterer schuf autobiographische und metafiktionale Romane, die wegen ihrer Komplexität international nicht breit rezipiert wurden; sie liegen jedoch in deutschen Übersetzungen vor.
In den 1980er Jahren erschienen immer mehr Bücher von Autorinnen. Kate Grenville (* 1950) setzte sich in ihren Romanen mit der kolonialen Vergangenheit und der männlichen Vorherrschaft auseinander. Nugi Garimara war die erste Aborigine, die als Schriftstellerin das Problem der Rassentrennung und der Umerziehung nicht „reinrassiger“ Australier thematisierte. In Caprice: A Stockman’s Daughter (1991) schildert sie das Leben dreier Generationen in Westaustralien unter dem Einfluss der repressiven Regierungspolitik.

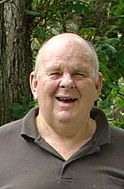
Les Murray (2004)

Der Lyriker Les Murray (1938–2019), dessen in 50 Jahren entstandenes umfangreiches Werk in viele Sprachen übersetzt wurde, veröffentlichte 1998 sein gewaltiges Versepos Freddy Neptune, ein Panorama der Geschichte Australiens im 20. Jahrhundert und aus der Perspektive eines deutschen Einwanderers in freien Versen und mit einem Einschlag von bitterer Selbstironie, wofür er von dem seit 2003 in Australien lebenden J. M. Coetzee als „the angry genius“ bezeichnet wurde. Das Buch mit seinen meisterhaften Beschreibungen von Landschaften, Tieren, Maschinen und Arbeitsprozessen erschien 2004 in kongenialer deutscher Übersetzung von Thomas Eichhorn, an der dieser sieben Jahre lang arbeitete. In Australien selbst wurde es weniger beachtet und gelegentlich kritisch gesehen.
Neben Les Murray, der bis 2015 mehrere weitere Gedichtbände herausbrachte, ist Robert Gray (* 1945) der bekannteste australische Dichter der jüngeren Zeit.
In den 1990er Jahren verbreitete sich die teils autobiographische, von jungen Autoren verfasste Grunge-Literatur, als deren Begründer Andrew McGahan (1966–2019) mit seinem Roma Praise gilt. Im dirty realism spiegeln sich Frustration und Aggressionen eines Teils der australischen Jugend. Viele Autoren verließen das Land und leben heute in den USA.

## 21. Jahrhundert
Der Journalist David Rowbotham wurde erst in höherem Alter durch seine Gedichte (Poems for America 2002) bekannt. Vielfach preisgekrönt wurde die Lyrikerin Jennifer Maiden (* 1949).
Als Jugendbuchautor wurde in neuerer Zeit der deutschstämmige Markus Zusak vielfach ausgezeichnet. Die Kriminalromane von Garry Disher wurden auch ins Deutsche übersetzt.

## Immigranten und Auswanderer
Einer der international bekanntesten australischen Romanciers, Nevil Shute, war – wie viele Menschen in einer durch Immigration entstandenen Nation – kein gebürtiger Australier. Er ließ sich nach dem Zweiten Weltkrieg in Australien nieder und porträtierte globale Ereignisse wie den Weltkrieg und den drohenden Atomkrieg aus australischer Perspektive. In den frühen 1920ern besuchte David Herbert Lawrence Australien und beschrieb das Land in seinem Roman Kangaroo als einer der ersten ausländischen Schriftsteller als etwas, das mehr ist als eine Strafkolonie.
Andere Autoren spürten das Bedürfnis, der australischen Ferne zu entfliehen. George Lewis Becke (oder Louis Becke) verbrachte einen Teil seines Lebens vom 16. Lebensjahr bis zum 30. Lebensjahr auf verschiedenen Pazifikinseln, wo er Schiffbrüche erlitt, diverse Geschäfte betrieb und wieder schließen musste, Fischer bei der Arbeit beobachtete, einheimische Gebräuche übernahm und darüber halbfiktionale Kurzgeschichten (The fisher folk of Nukufetau, The rangers of the Tiakau, Kennedy the boatsteerer) schrieb, die ihn in die Nähe Joseph Conrads und Robert Louis Stevensons rückten. Er lebte auch zwei Jahre in den USA, 15 Jahre in Europa und ein Jahr in Neuseeland. Kevin Hart (* 1954) wurde in England geboren, in Australien als Dichter bekannt und vielfach preisgekrönt, wanderte aber 2001 in die USA aus.

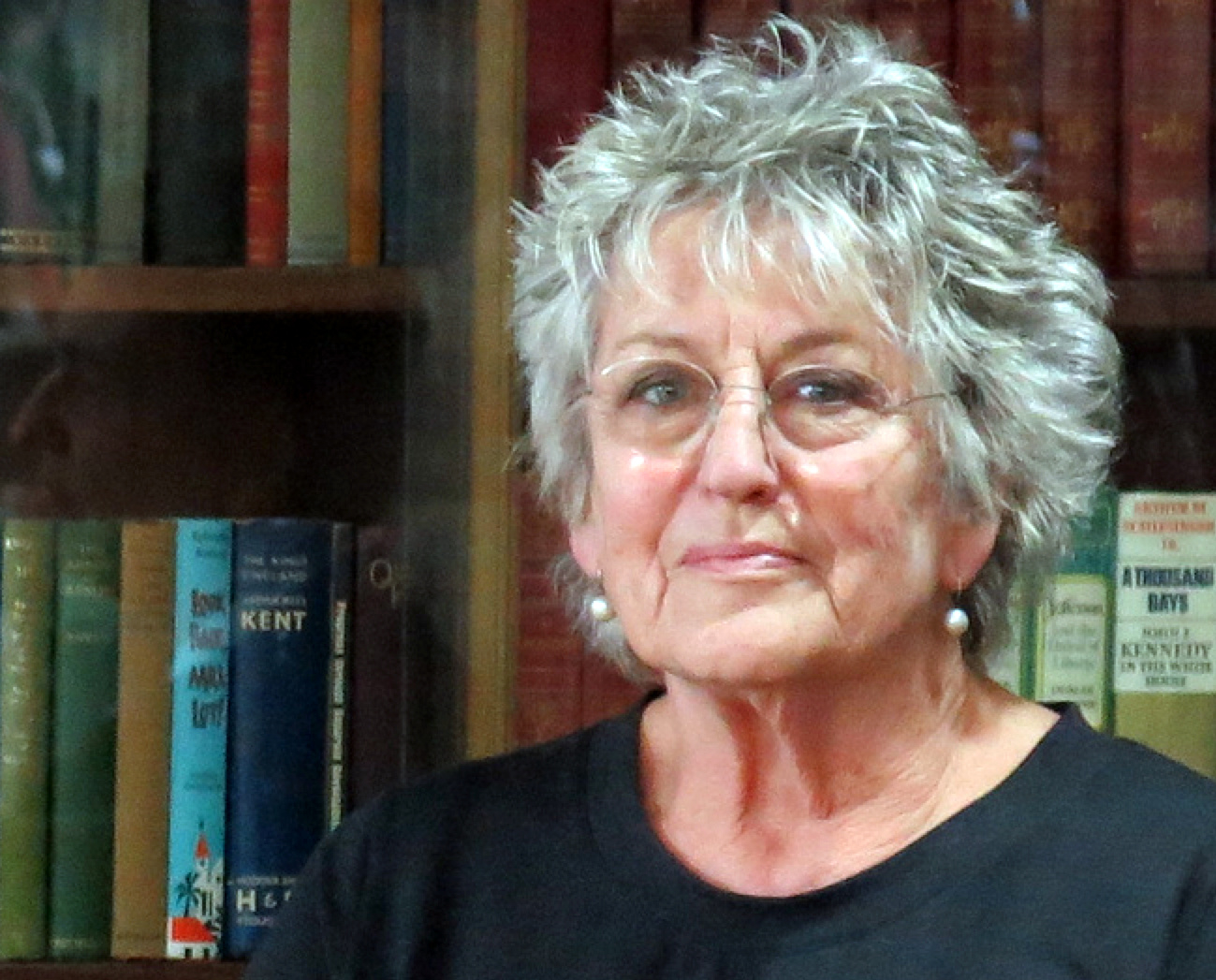
Germaine Greer (2013)

Die Feministin und Anarchistin Germaine Greer (* 1939), Verfasserin von Der weibliche Eunuch, hat einen großen Teil ihrer Karriere in England verbracht und erwies sich in der Vergangenheit als scharfe Kritikerin ihres Heimatlands, verbringt aber nun regelmäßig einige Monate des Jahres in New South Wales. Obwohl Greer als Pionierin der feministischen Literatur gilt, war Louisa Lawson, Mutter des Dichters Henry Lawson, eine Suffragette und Herausgeberin von The Dawn Journal, einer propagandistischen Publikation. Zusammen mit Nettie Palmer und Ethel Florence Lindesay Richardson ist Louisa Lawson eine bedeutende Vorläuferin Greers.
In der Geschichte der australischen Literatur gab es einige Skandale um die fragliche Identität von angeblich eingewanderten Schriftstellern. 1944 führte die Affäre um einen fiktiven englischstämmigen Dichter Ern Malley zu einem Obszonitätsverfahren. In den 1990er Jahren trat eine Autorin namens Helen Darville als in der Ukraine geborene Helen „Demidenko“ auf und gewann bedeutende Literaturpreise für Hand that Signed the Paper, bis ihre Identität aufgedeckt wurde und eine Kontroverse über den Inhalt ihres Romans, der von Nazis in der Ukraine handelte, auslöste.

## Andere Genres und Literaturbetrieb
In seiner Sammlung The Asian Saga behandelt James Clavell ein wichtiges Merkmal australischer Literatur: ihr Porträt der Kultur des Fernen Ostens aus der zugegebenermaßen noch östlicheren, aber dennoch westlich geprägten Perspektive, wie es Nevil Shute präsentiert hatte. Clavell war auch ein erfolgreicher Drehbuchautor und erweiterte zusammen mit anderen Schriftstellern wie Thomas Keneally, der den Booker Prize für den Roman Schindlers Liste gewann, die Themen australischer Literatur weiter über das eigene Land hinaus. Andere Romanciers, die internationale Themen behandeln, sind Gerald Murnane und Brenda Walker. Die aktuellen Science-Fiction- und Fantasy-Autoren Greg Egan, Joel Shepherd und Traci Harding entfernen sich sogar noch weiter.
Das Krimi-Genre floriert derzeit in Australien, am deutlichsten durch Bücher von Kerry Greenwood, Shane Maloney, Garry Disher, Arthur W. Upfield und Peter Temple.
Der in Australien geborene Geschäftsmann Rupert Murdoch ist einer der mächtigsten Männer in der Welt der Massenmedien. Sein Einfluss auf die australische Literatur zeigt sich in dem Besitz zahlreicher Zeitungen und des Verlags HarperCollins.
Die Stimme der Aborigines wird neuerdings durch den noch relativ unbekannten Dramatiker Jack Davis vertreten. Auch Sally Morgans Roman My Place gilt als Durchbruch der literarischen Bearbeitung der Geschichte der Aborigines, von denen viele Erzählungen über ihre Reisen und die lokale Geographie überliefert sind.
Ein weiterer bedeutender Meilenstein ist die sieben Bände umfassende History of Australia des Historikers Manning Clark, die als maßgebliche Darstellung der Nation gilt.
Die wichtigsten literarischen Zeitschriften Australiens sind Meanjin, Overland, Island, Heat und die Southerly-Magazine sowie die jährlichen Publikationen Verandah, Sleepers Almanac und Going Down Swinging.
Die bedeutendste literarische Auszeichnung des Landes ist der jährlich verliehene Miles Franklin Award.